# Xerox Tower
Innovation Square, anteriormente Xerox Tower, es un rascacielos en el centro de Rochester, Nueva York, con una altura de 135 m alto. La torre es la pieza central de un complejo de 1 ha denominado Xerox Square. Cuando se construyó en 1967, era el edificio más alto hecho de concreto agregado expuesto vertido en el lugar. Es el edificio más alto de Rochester, así como el tercer edificio más alto del estado de Nueva York fuera de la ciudad de Nueva York. Inicialmente se utilizó como sede de Xerox Corporation.
El logotipo de Xerox "Digital X" en la parte superior del edificio se eliminó en 2005 con el nuevo posicionamiento de Xerox lejos de la firma "The Document Company" y el logotipo relacionado en uso desde 1994.
El 18 de abril de 2009, Xerox anunció su deseo de vender la torre y otros edificios en Xerox Square y arrendar el espacio de oficinas.  En agosto de 2013, la propiedad se vendió a Buckingham Properties por 40 millones de dólares. Según los términos de la venta, Xerox seguirá arrendando espacio en el edificio durante ocho años, con opción de renovación. Entre el verano y el otoño de 2015, se agregó una pantalla de luces multicolor en las cuatro esquinas del techo de la torre.
El complejo anteriormente contaba con una pista de patinaje al aire libre y un restaurante estilo pub inglés llamado The Shakespeare, los cuales operaron hasta finales de los años 70 o 80 antes de convertirse en un salón privado al aire libre para los empleados de Xerox.
El 26 de enero de 2018, Xerox anunció que desocuparía todo el edificio para trasladar a todos sus empleados locales a Webster.
Más recientemente, se vendió a Gallina Development. Gallina anunció que cambiaría el nombre del complejo a "Innovation Square" y lo modernizaría con viviendas, comercios y espacios para estudiantes universitarios. El auditorio, que se mantuvo, reabrió como centro de artes escénicas en septiembre de 2021.

## Galería

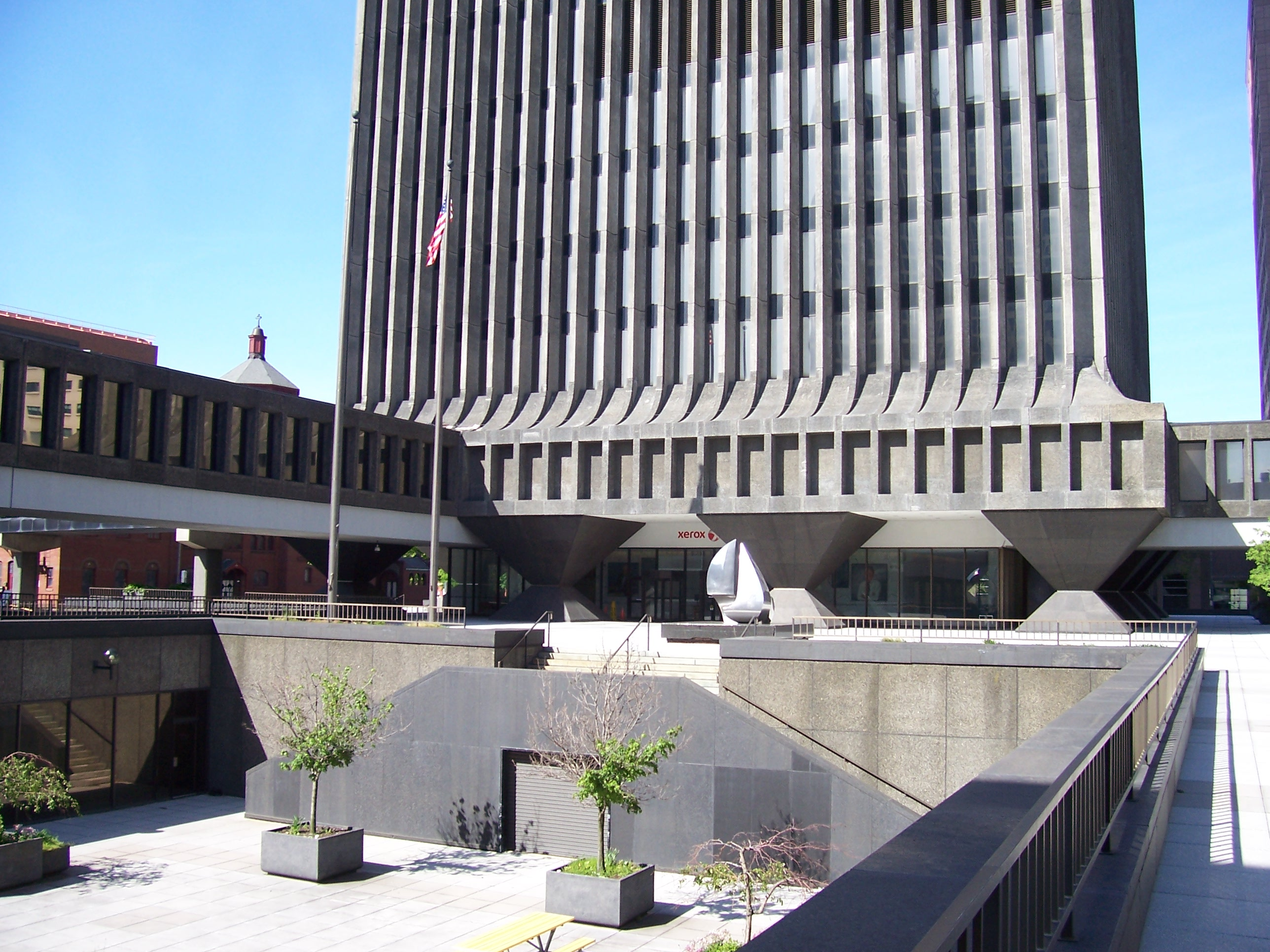
Entrada este, mostrando plaza
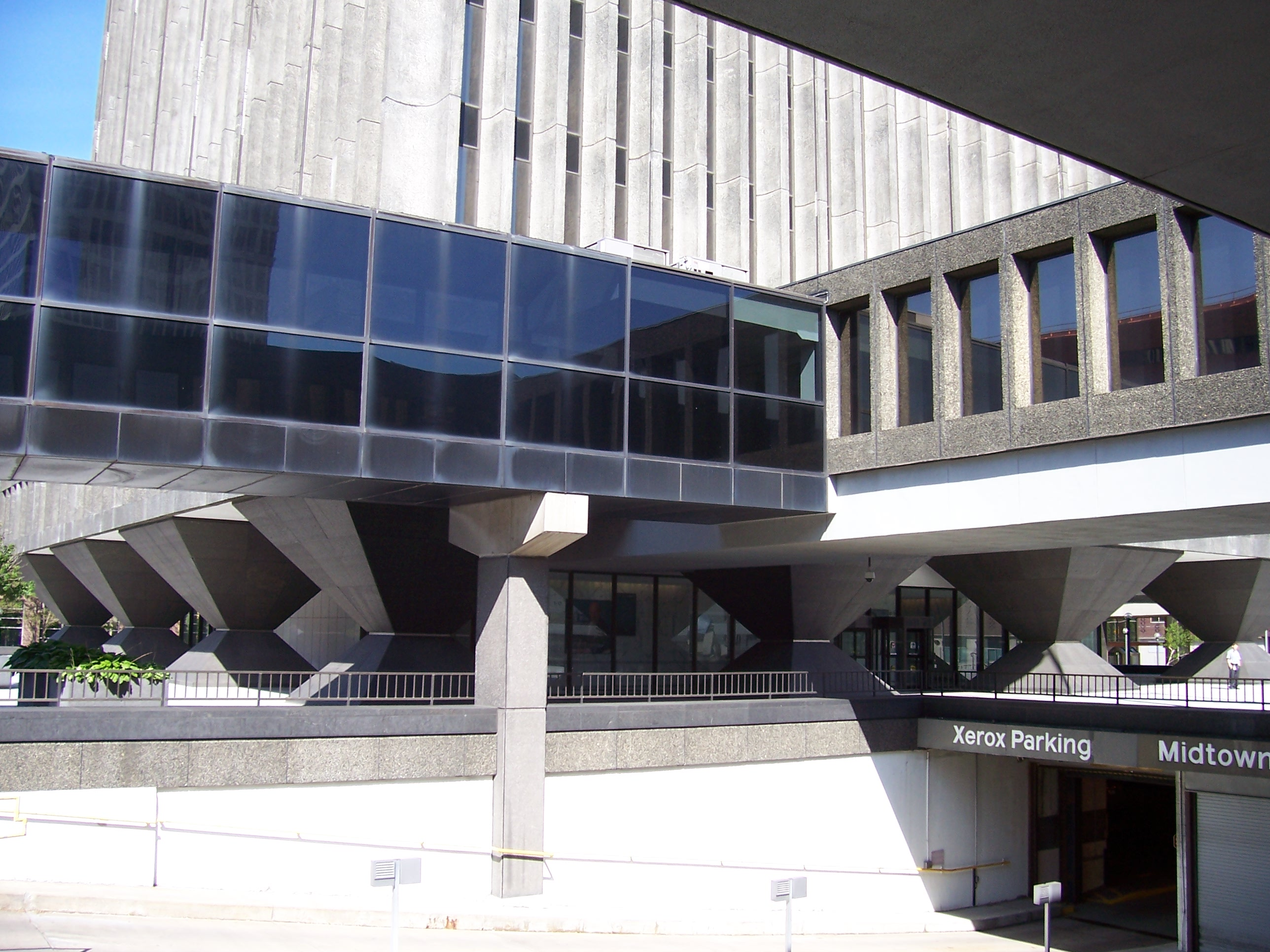
Entrada del garaje de estacionamiento
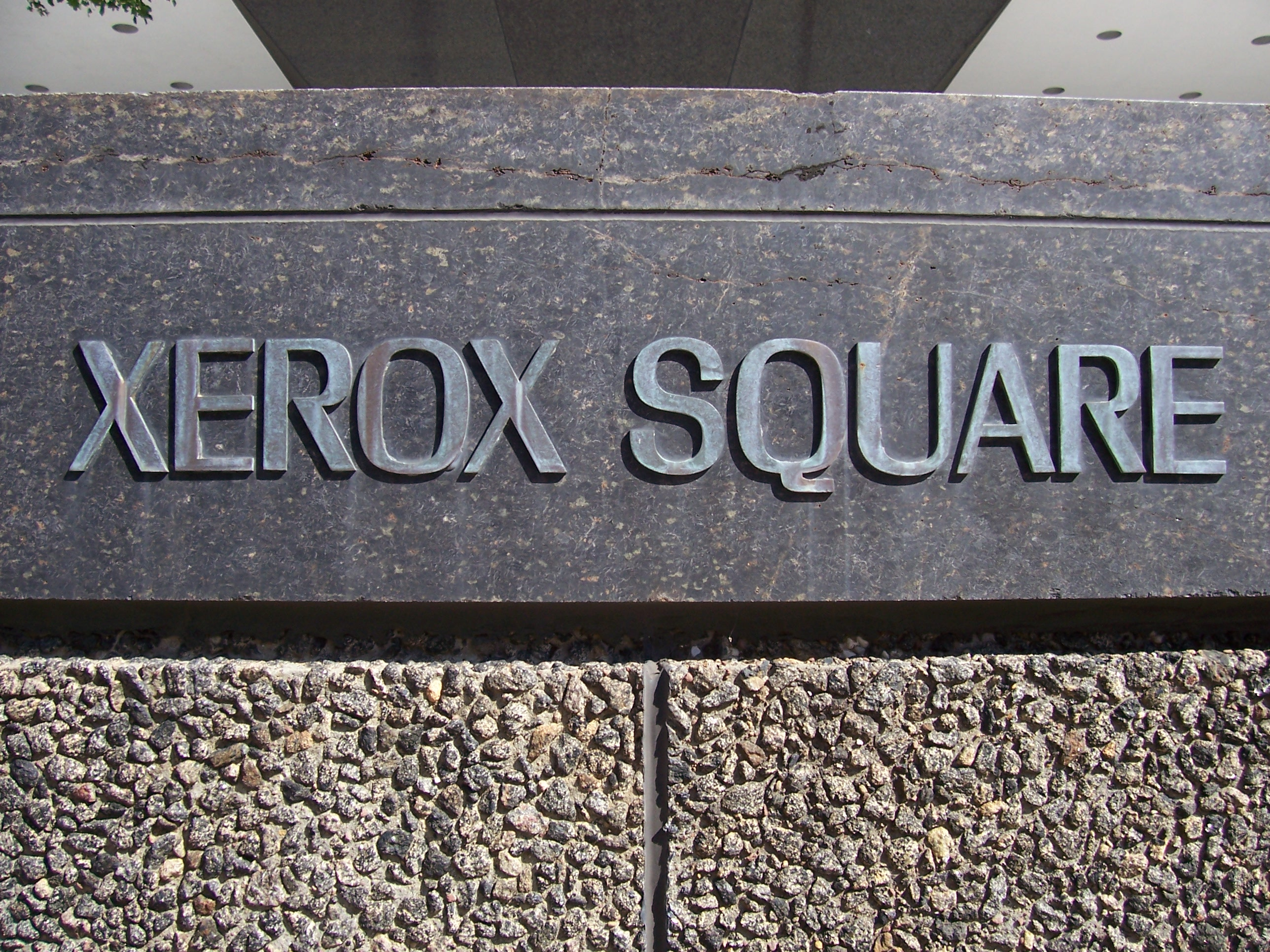
Placa antes de convertirse en Innovation Square
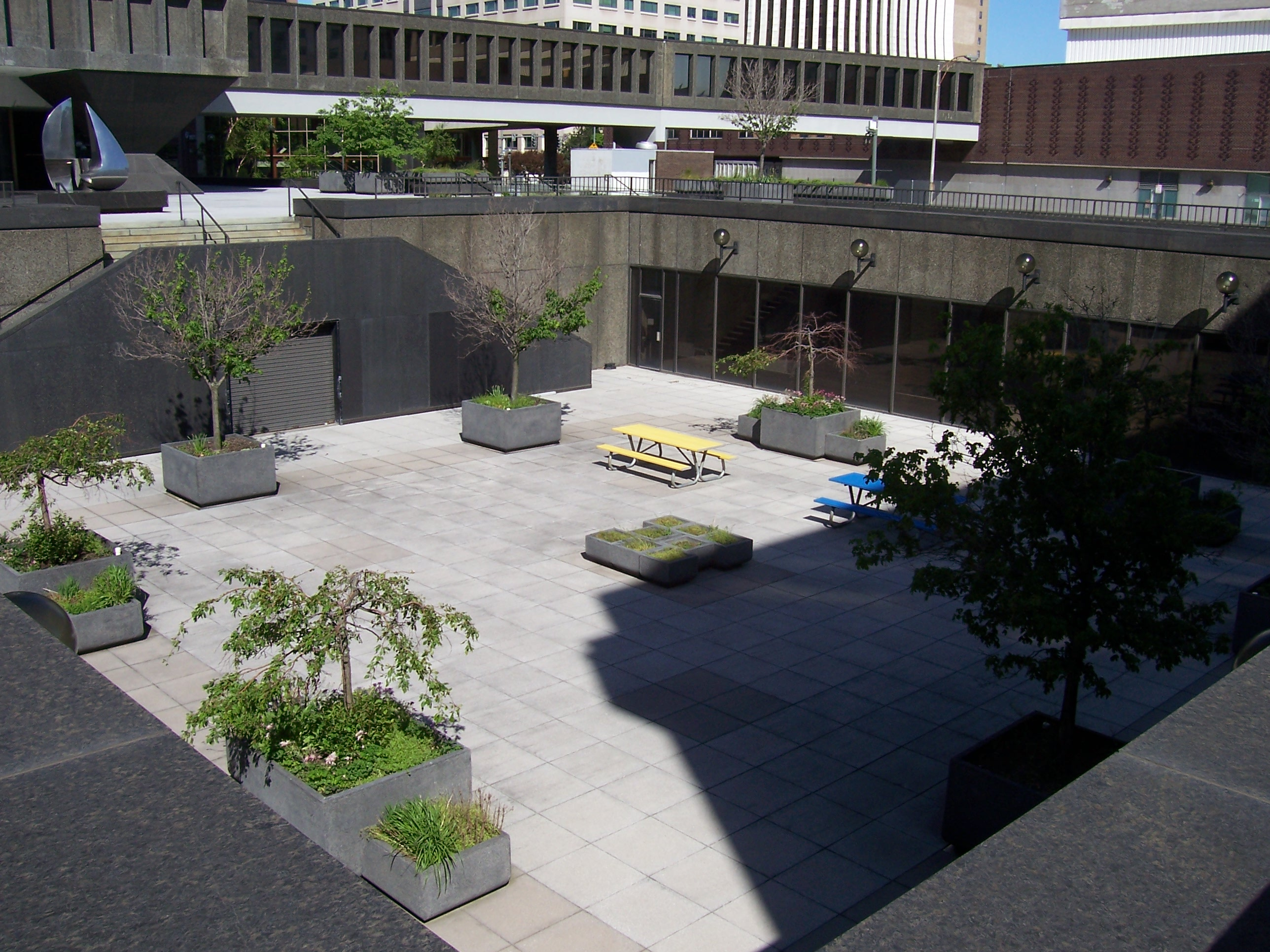
Plaza. Anteriormente una pista de patinaje sobre hielo
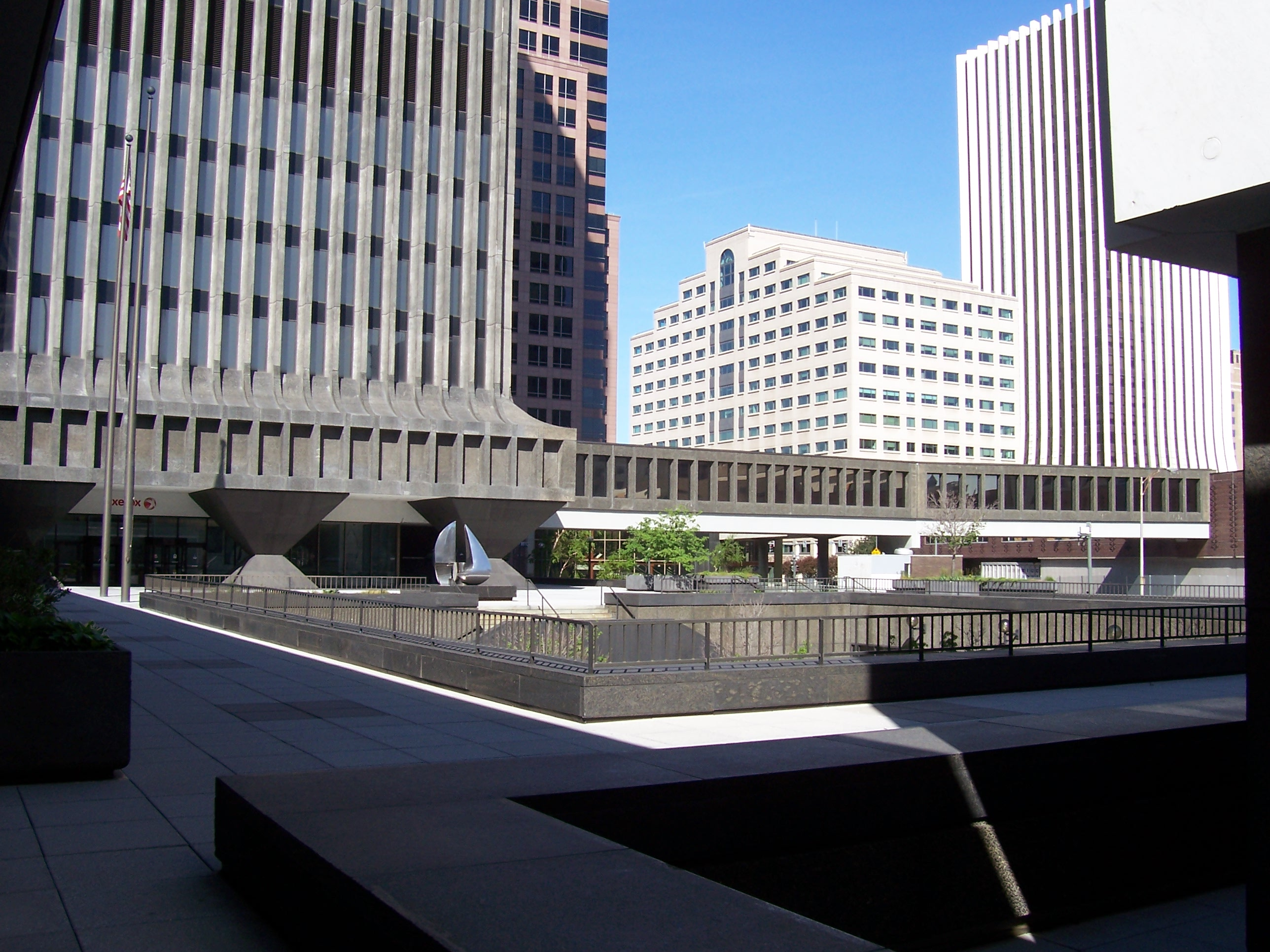
Antigua vía aérea a la antigua Midtown Plaza
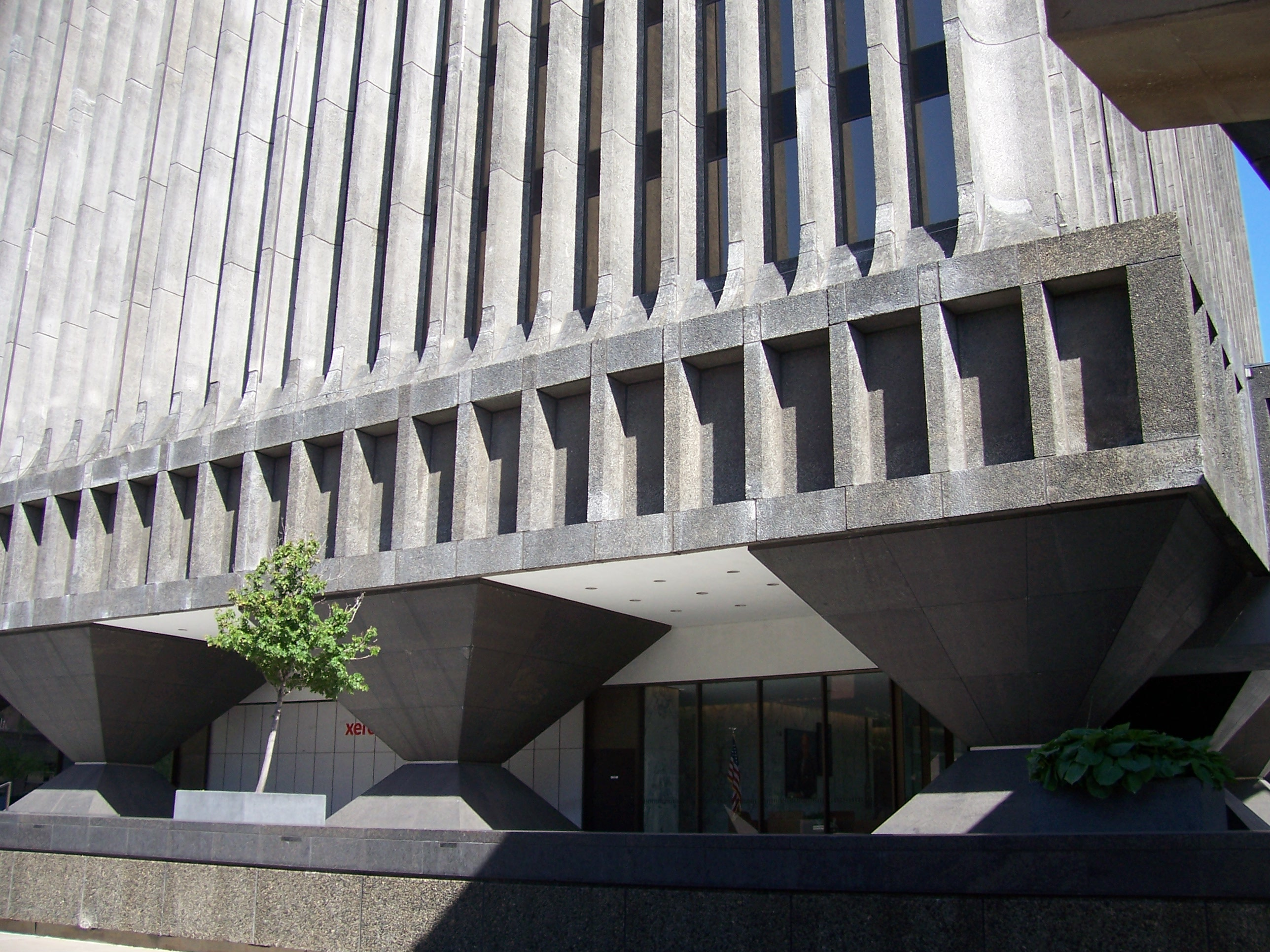
Base
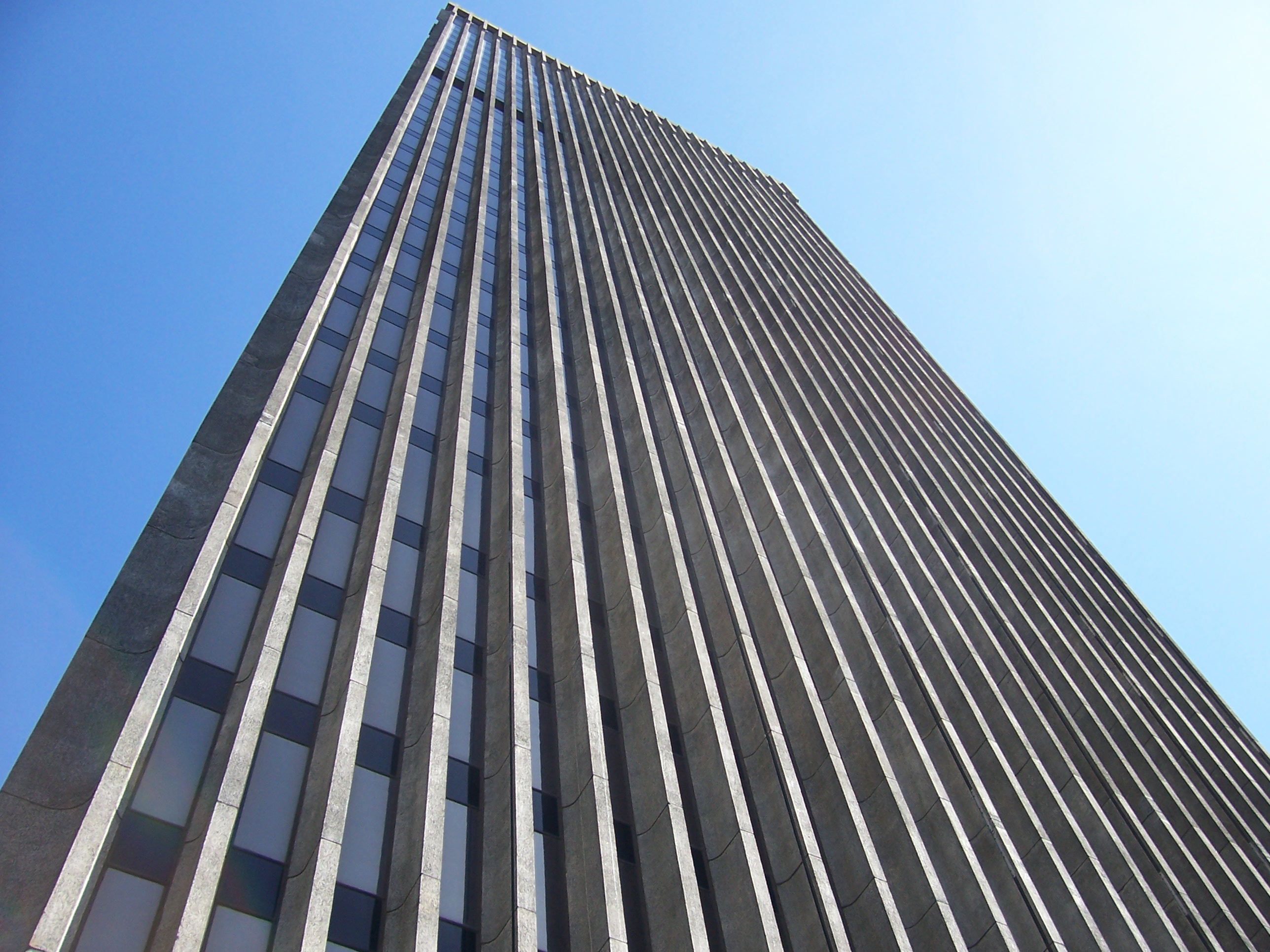
fachada, lado sur
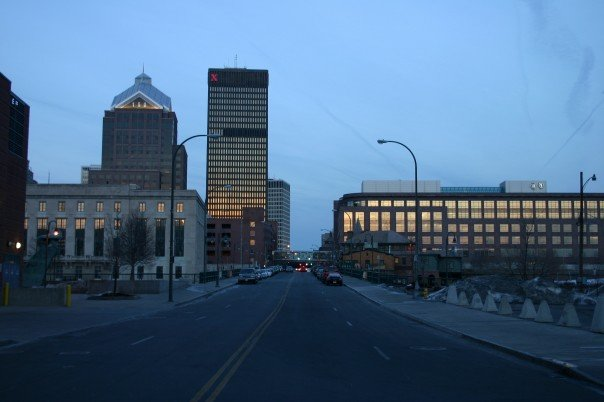
Torre Xerox antes de que se quitara la "X"